# Kaci Kullmann Five
Karin Cecilie "Kaci" Kullmann Five (13 d'abril de 1951 - 19 de febrer de 2017) va ser una política noruega del Partit Conservador. Va exercir com a diputada del 1981 a 1997, com a ministra de Comerç i Navegació al Ministeri d'Afers Exteriors de 1989 a 1990 i com a líder del Partit Conservador de 1991 a 1994. Després de deixar la política el 1997, va ocupar diversos càrrecs en negocis privats, va dirigir la seva pròpia consultoria i va ser membre del consell de Statoil i d'altres empreses i organitzacions.
Va ser escollida per Storting com a membre del Comitè Nobel noruec el 2003, es va convertir en membre del consell de la Fundació Nobel el 2009 i va exercir com a presidenta del Comitè Nobel noruec des del 2015 fins a la seva mort. En aquesta qualitat va ser l'encarregada d'atorgar el Premi Nobel de la Pau. Va morir de càncer de pit.